# Pražmo
Pražmo (deutsch Praschmo) ist eine Gemeinde in Tschechien. Sie liegt 13 Kilometer südöstlich von Frýdek-Místek und gehört zum Okres Frýdek-Místek.

## Geographie
Pražmo befindet sich an der Einmündung der Mohelnice in die Morávka am Fuße der Mährisch-Schlesischen Beskiden. Die Gemeinde liegt größtenteils auf dem Gebiet des Landschaftsschutzgebietes Beskiden. Nördlich erheben sich die Malá Prašivá (706 m), Prašivá (843 m) und Čupel (872 m), im Osten Lipí (901 m), Ropička (918 m) und Příslop (945 m), südlich der Travný (1203 m) und Malý Travný (1099 m) und im Südwesten die Kyčera (906 m).
Nachbarorte sind Kamenité und Stonávka im Norden, Hůra und Řeka im Nordosten, Vysutý, Velké Lipový und Malé Lipový im Osten, Morávka im Südosten, Vlaský, Gruníky, Roveň und Krásná im Süden, Folvark und Husinec im Westen sowie Janovice und Raškovice im Nordwesten.

## Geschichte
An der Stelle von Pražmo befanden sich ursprünglich der Friedhof und Felder des Dorfes Morawka. 1762 wurde auf dem Friedhof eine Holzkirche errichtet.
Das Dorf Praschma wurde im Jahre 1777 neben dem Friedhof gegen den Willen der Bewohner von Morawka durch den Besitzer der Herrschaft Friedeck, Johann Nepomuk Graf Praschma gegründet. Nach Protesten erreichten die Grundbesitzer aus Morawka, dass ihre Besitzungen nicht dem Kataster von Praschma zugeschrieben wurden. 1785 wurde die Kirche zur Pfarrkirche erhoben, die Pfarre trug allerdings den Namen Morawka.
Zwischen 1807 und 1817 wurde eine neue Kirche errichtet, 1824 entstand ein neues Pfarrhaus. In der Mitte des 19. Jahrhunderts wurde der Friedhof zu klein, nachdem in den Jahren 1846 bis 1848 in Morawka eine Typhusepidemie grassierte. In Zlaň entstand ein neuer Friedhof, auf dem vor allem Arme und Suizidenten aus der ganzen Gegend begraben wurden, während die wohlhabenderen weiterhin auf dem Friedhof an der alten Kirche bestattet wurden. Daher ist anzunehmen, dass auf dem Armenfriedhof von Praschma auch Maryčka Magdónová, die durch die Ballade von Petr Bezruč bekannt wurde, begraben liegt.
Nach der Aufhebung der Patrimonialherrschaften bildete Pražma ab 1850 eine Gemeinde im Bezirk Teschen, ab 1908 gehörte sie zum Bezirk Friedeck/Frýdek. 1875 wurde die alte Holzkirche abgetragen.
1914 änderte die Gemeinde ihren Namen Pražma/Praschma in Pražmo/Praschmo. 1950 wurde die Gemeinde in den Okres Místek umgegliedert und nach dessen Auflösung gehört sie seit 1961 zum Okres Frýdek-Místek. In der zweiten Hälfte des 20. Jahrhunderts erfolgte eine Flurbereinigung mit Morávka, bei der alle in Pražmo gelegenen Flurstücke dem Kataster von Pražmo zugeschrieben wurden. 1965 wurde der alte Friedhof aufgehoben.
1980 verlor Pražmo seine Selbstständigkeit und wurde unter der Bezeichnung Morávka 2-Pražmo  zum Ortsteil der Großgemeinde Morávka. Seit dem 1. Jänner 1991 besteht die Gemeinde Pražmo wieder.
Pražmo ist Sitz der Pfarre Morávka. Das Dorf ist heute ein Erholungsort.

## Gemeindegliederung
Für die Gemeinde Pražmo sind keine Ortsteile ausgewiesen. Zu Pražmo gehören die Ansiedlungen Gruníky, Nadkostelí, Obora, Roveň, Vlčánky und Zlaň.

## Sehenswürdigkeiten
- Kirche des Hl. Johannes von Nepomuk, erbaut 1807–1817
- Standort des ehemaligen hölzernen Jagdschlösschens, das um 1660 für Franz Eusebius von Oppersdorff erbaute Schlösschen brannte zu Beginn des 19. Jahrhunderts ab, heute erinnern Schautafeln an das Schloss
- Steinerner Kreuz an der Stelle der 1875 abgetragenen alten Kirche
- Rajmaneum, das aus einer Stiftung entstandenen frühere Waisenhaus wurde später als, HJ-Lager, Schule und Kindergarten genutzt. Heute dient es als Seniorenresidenz für Betreutes Wohnen.
- Schrotholzkirche des hl. Antonius von Padua auf der Malá Prašivá, geweiht 1640
- Berg Prašivá mit Berghütte
- Glockenturm auf dem Friedhof Zlaň
- Statue des Sitzenden Christus auf dem Friedhof Zlaň, die aus einem zuvor als Stufe zur Kirche genutzten Sandsteinblock geschaffenen Figur stammt von Marek Štěpán. Sie wurde 1994 aufgestellt.